# Monteagudo (Bolivien)

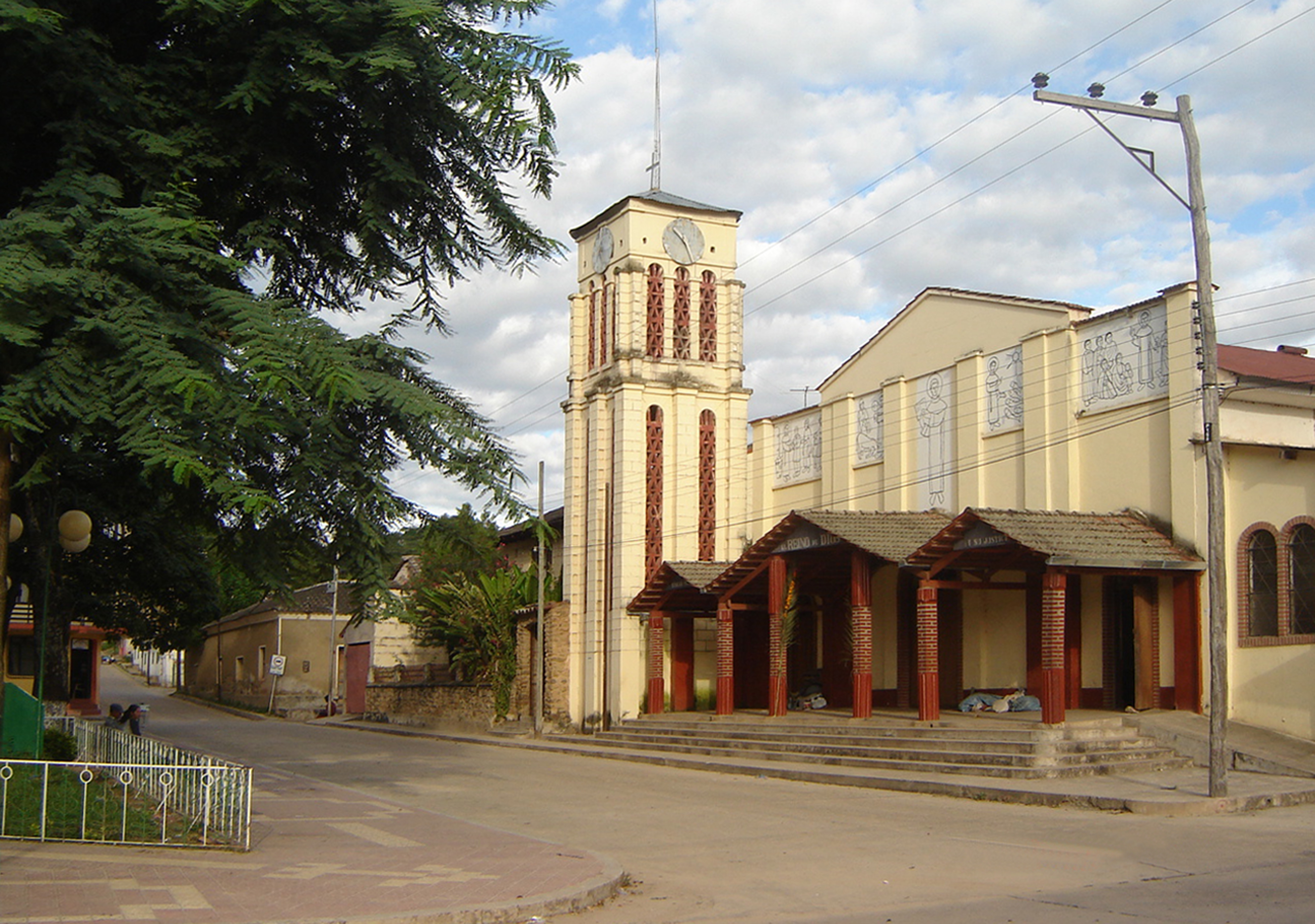
Kirche in Monteagudo

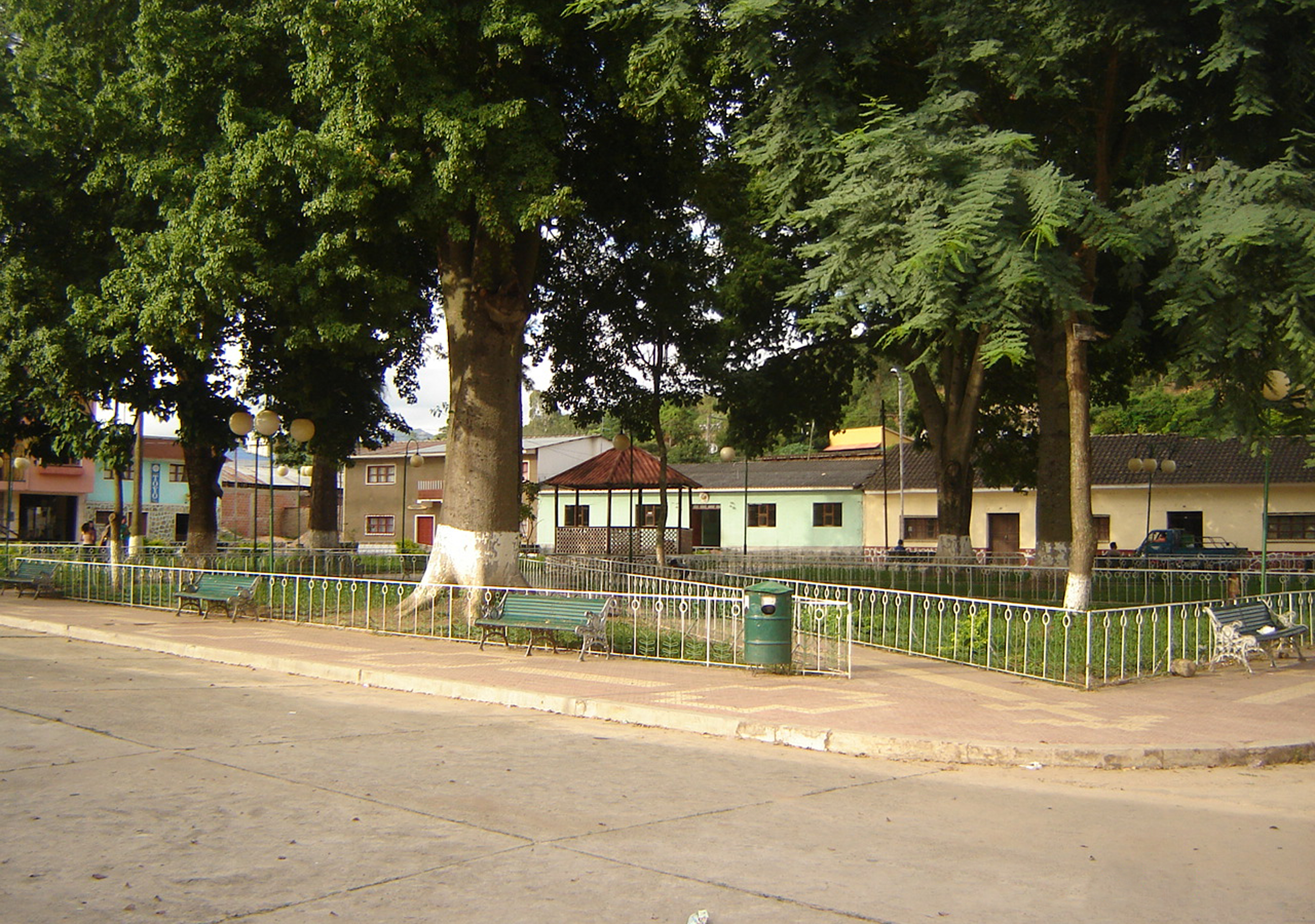
Zentraler Platz in Monteagudo

Monteagudo ist eine Kleinstadt im Departamento Chuquisaca im südamerikanischen Anden-Staat Bolivien. Die Stadt ist benannt nach Bernardo de Monteagudo Cáceres (1789–1825), der maßgeblich an der Revolution von Chuquisaca vom 25. Mai 1809 beteiligt war.

## Lage
Monteagudo ist Sitz der Verwaltung der Provinz Hernando Siles und zentraler Ort im Landkreis (bolivianisch: Municipio) Monteagudo. Die Stadt liegt auf einer Höhe von 1144 m an der Mündung des Río Sauces in den Río Bañado und wird eingerahmt durch nord-südlich verlaufende Bergketten mit üppiger Vegetation.

## Klima
Die Kleinstadt liegt im feuchten, subandinen Chaco Boliviens. In den Monaten Juli bis September herrscht im Raum Monteagudo eine ausgeprägte Trockenzeit, während die Monate Dezember und Januar durch teils heftige Regenfälle gekennzeichnet sind.

## Verkehrsnetz
Monteagudo liegt in einer Entfernung von 317 Straßenkilometern südöstlich von Sucre, der Hauptstadt des Departamentos.
Von Sucre aus führt die Fernstraße Ruta 6 in südöstlicher Richtung über Tarabuco, Zudáñez, Tomina und Padilla nach Monteagudo und weiter über Lagunillas und Boyuibe bis zur Grenze nach Paraguay. Da weniger als ein Drittel der Strecke zwischen Sucre und Monteagudo asphaltiert ist, dauert die Fahrt mit dem Bus bei trockenem Wetter etwa 8 Stunden, bei nassem Wetter sind die Straßenverhältnisse der Erd- und Schotterpiste kaum vorhersehbar.
Nach Nordosten hin ist Monteagudo mit Santa Cruz verbunden, der Hauptstadt des benachbarten Departamento Santa Cruz. Die unbefestigte Ruta 6 führt zuerst in östlicher Richtung bis zum 104 Kilometer entfernten Ipatí, von dort führt die asphaltierte Ruta 9 über weitere 255 Kilometer nach Norden bis Santa Cruz.
Der Flughafen Monteagudo wird seit November 2017 im kommerziellen Flugverkehr angeflogen und ist darüber mit Santa Cruz, Cochabamba und La Paz verbunden.

## Bevölkerung
Die Einwohnerzahl der Stadt ist in den vergangenen beiden Jahrzehnten auf knapp das Doppelte angestiegen:
| Jahr | Einwohner | Quelle       |
| ---- | --------- | ------------ |
| 1992 | 5 130     | Volkszählung |
| 2001 | 7 285     | Volkszählung |
| 2012 | 9 135     | Volkszählung |
| 2024 |           | Volkszählung |